# Plêiades
Coordenadas:  03h 47m 24s, +24° 07′ 00″
As Plêiades (Messier 45), conhecidas popularmente como sete-estrelo e sete-cabrinhas, são um grupo de estrelas na constelação do Touro. As Plêiades, também chamadas de aglomerado estelar (ou aglomerado aberto) M45, são facilmente visíveis a olho nu nos dois hemisférios e consistem de várias estrelas brilhantes e quentes, de espectro predominantemente azul. As Plêiades têm vários significados em diferentes culturas e tradições.
O aglomerado é dominado por estrelas azuis quentes, que se formaram nos últimos 100 milhões de anos. Há uma nebulosa de reflexão formada por poeira em torno das estrelas mais brilhantes que acreditava-se, a princípio, ter sido formado pelos restos da formação do aglomerado (por isto, recebeu o nome alternativo de Nebulosa Maia, da estrela Maia), mas, hoje, sabe-se que se trata de uma nuvem de poeira não relacionada ao aglomerado no meio interestelar que as estrelas estão atravessando atualmente. Os astrônomos estimam que o aglomerado irá sobreviver por mais 250 milhões de anos, depois dos quais será disperso devido a interações gravitacionais com a vizinhança galáctica.

## Visualização
Utilizando-se desde os mais simples binóculos aos maiores telescópios, é um excelente objeto para a visualização, apresentando mais de 100 estrelas em um diâmetro aparente de cerca de 72 minutos de arco. Contém inúmeras estrelas duplas ou múltiplas. A nebulosa de Mérope, em torno da estrela Mérope, pode ser vista com telescópios amadores de 4 polegadas de abertura em um céu noturno de excelente qualidade.
Estão situadas próxima à eclíptica e ocultações lunares são frequentes. As conjunções com Mercúrio, Marte e Vênus também ocorrem, mas com menos frequência.

## História

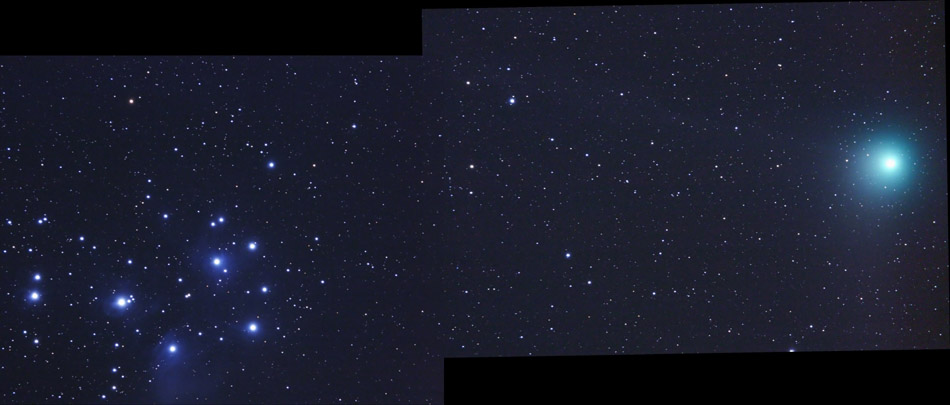
O cometa Machholz parece passar perto das Plêiades no início de 2005

As Plêiades estão entre os objetos do céu profundo conhecidos desde os tempos mais remotos por culturas de todo mundo, incluindo os Maoris (que as chamam de Matariki), os Aborígenes australianos, os Persas (que as chamavam Parveen/parvin e Sorayya), os Chineses, os Maias (que chamavam-nas de Tzab-ek), os Astecas (Tianquiztli) e os Sioux da América do Norte. Os catálogos de estrelas babilônicos chamavam-nas de MUL.MUL, ou "estrela de estrelas", e elas encabeçavam a lista de estrelas da eclíptica, refletindo o fato de que elas estavam próximas do ponto do equinócio vernal em torno do século 23 AEC. Seis de suas estrelas são visíveis a olho nu em um céu noturno razoável, número que sobe para nove em boas condições, e para 12 em um céu com excelentes condições de visualização. Michael Maestlin desenhou 11 estrelas em sua carta estelar em 1579 e Johannes Kepler chega a mencionar que outros observadores do céu chegaram a contar 14 estrelas.
Observações modernas contaram quase 500 estrelas pertencentes ao aglomerado aberto, espalhadas em uma área com dois graus de extensão na esfera celeste, correspondente a quatro vezes o diâmetro da Lua Cheia. Sua densidade estelar é muito baixa comparada a outros aglomerados abertos, razão pela qual os astrônomos afirmem que sua expectativa de vida é baixa.
As primeiras referências às Plêiades são encontradas nos livros Ilíada, escrito por volta de 750 a.C., e Odisseia, escrito por volta de 720 a.C., ambos de Homero, além dos escritos de Hesíodo. Estavam conectadas ao calendário agrícola dos gregos antigos à época. Na Bíblia, consta três referências ao objeto (chamado de "Kiymah"), em Jó 9:7-9, Jó 38:31-33 e Amós 5:8. Amós foi escrito à mesma época que Ilíada, mas não há certeza sobre a data da escrita de Jó (especulada entre os séculos III e V a.C., em torno do ano 1000 a.C. durante as regências dos reis Davi e Salomão, ou mesmo nos séculos XIII a XVI a.C., escrita por Moisés).

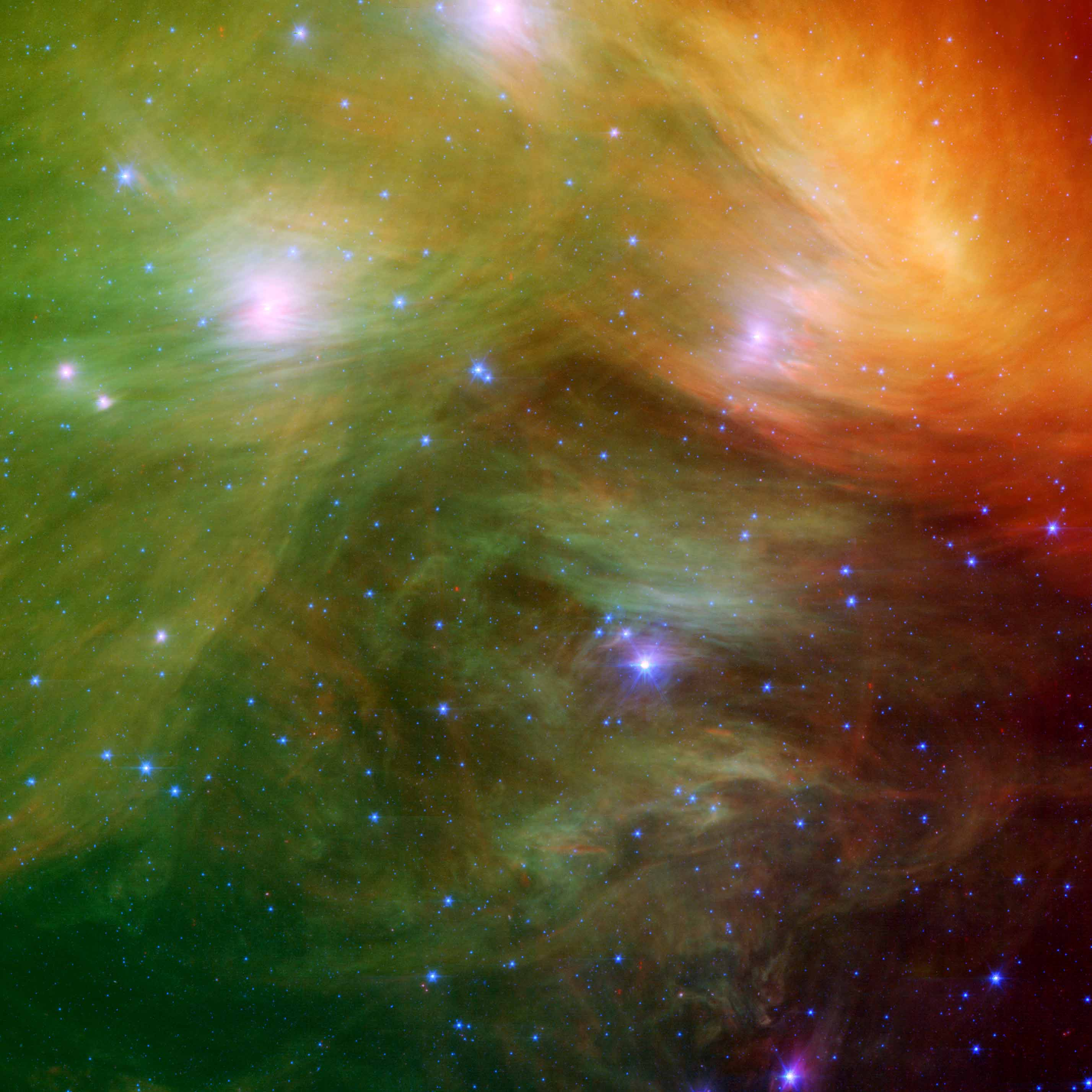
Uma imagem do Spitzer em infravermelho, mostrando a poeira associada. Crédito: NASA/JPL-Caltech

De acordo com a mitologia grega, o aglomerado recebeu o nome de "Sete Irmãs", representando sete filhas e seus pais. Em língua japonesa, seu nome é "Subaru", inspiração para a indústria de automóveis de mesmo nome. O nome persa é "Soraya", nome feminino comum em vários países. Os gregos Eudoxo de Cnido (entre 403 e 350 a.C.) e Arato (cerca de 270 a.C.) listou as Plêiades em uma constelação própria, "Os Aglomeradores".
Segundo Robert Burnham Jr., o nome "Plêiades" (do grego pleiádos, através do latim pleiades) pode ser derivado da palavra grega antiga para "navegar" ou de pleios ("cheio, muitos"). Entretanto, há outros autores que afirmam que o nome é derivado da mãe das sete filhas, Pleione, que dá nome a uma das estrelas mais brilhantes do aglomerado. De acordo com a mitologia grega, as estrelas mais brilhantes do aglomerado receberam o nome das "sete filhas" de Atlas e Pleione: Alcíone, Asterope, Electra, Maia, Mérope, Taigete e Celeno.
John Michell, em 1767, usou as plêiades para calcular a probabilidade de encontrar um grupo estelar semelhante em qualquer local do céu por alinhamento de chances. Concluiu que a chance era 1 de 496 000. Portanto, e por causa de haver outros mais aglomerados semelhantes, ele concluiu corretamente que os aglomerados deveriam ser grupos estelares fisicamente ligados. O astrônomo francês Charles Messier incluiu as Plêiades como seu objeto número 45 na primeira versão do seu catálogo, em 1771. No catálogo de Messier, grandes e conhecidos objetos do céu profundo não foram incluídos, com as exceções da nebulosa de Órion, do aglomerado da Manjedoura e das Plêiades. Aparentemente, Messier decidiu fechar sua primeira edição do catálogo com 45 objetos, que seria o mais completo catálogo desse tipo na época, superando em três objetos o catálogo de Nicholas-Louis de Lacaille, publicado à mesma época.
Johann Heinrich von Mädler, em 1846, concluiu que as estrelas do aglomerado não tinham movimento mensurável uma em relação a outra, afirmando categoricamente que as estrelas pertenciam a um sistema estelar maior, com a estrela Alcyone em seu centro. Entretanto, essa afirmação foi rejeitada por outros astrônomo, em particular por Friedrich Georg Wilhelm Struve.

## Características

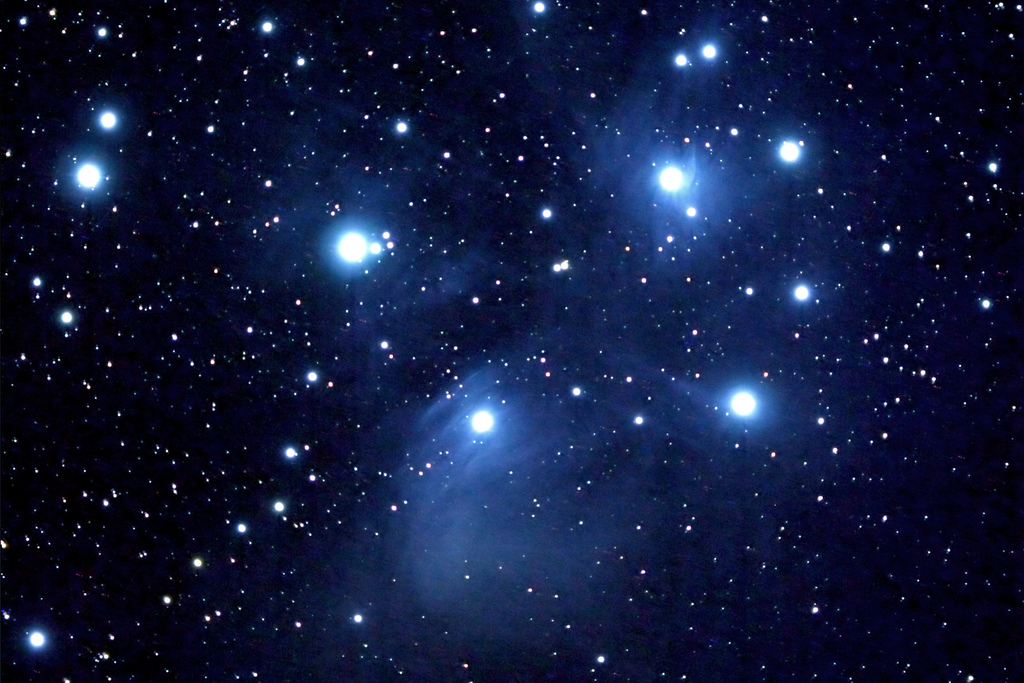
Messier 45

Fotografias de longa exposição revelaram que as Plêiades estão aparentemente embebidas em material nebuloso. As nebulosas das Plêiades são azuis, que indicam que são nebulosas de reflexão, refletindo a luz das estrelas brilhantes próximas. A mais brilhante dessas nebulosas, que envolve Mérope, foi descoberta em 19 de outubro de 1859 por Wilhelm Tempel. A nebulosidade associada com a estrela Maia (NGC 1432) foi descoberta pelos irmãos Paul Henry e Prosper Henry, em Paris, de uma fotografia tirada em 16 de novembro de 1885. As nebulosidades em torno de Alcíone, Electra, Celeno e Taigete também foram descobertas em fotografias tiradas no final da década de 1880. Todo o complexo nebuloso em torno das Plêiades foi revelado com as primeiras astrofotografias, também do final da década de 1880. Em 1890, Edward Barnard descobriu uma concentração de matéria nebulosa, semelhante a uma estrela, muito próxima a Mérope, ganhando a designação IC 349. A análise de Vesto Slipher dos espectros das nebulosas das Plêiades, em 1912, revelaram sua natureza como nebulosas de reflexão, pois seus espectros são idênticos às estrelas que as iluminam.
Fisicamente, a nebulosa de reflexão é provavelmente parte da poeira em uma nuvem molecular, sem relação ao aglomerado; esta poeira está cruzando o aglomerado. A matéria interestelar não é remanescente, pois a nebulosa e o aglomerado têm velocidades radiais diferentes, cruzando uma em relação a outra a uma velocidade de 11 km/s.
De acordo com novos cálculos feitos por uma equipe de astrônomos em Génova, Itália, liderada por Georges Meynet, a idade das Plêiades é de aproximadamente 100 milhões de anos. Também foi calculado que a expectativa de vida das Plêiades como aglomerado aberto, segundo Kenneth Glyn Jones, é de cerca de 250 milhões de anos. Após esse período, as estrelas ter-se-ão desligado gravitacionalmente do aglomerado e cada uma seguirá por sua própria órbita em torno da Via Láctea.

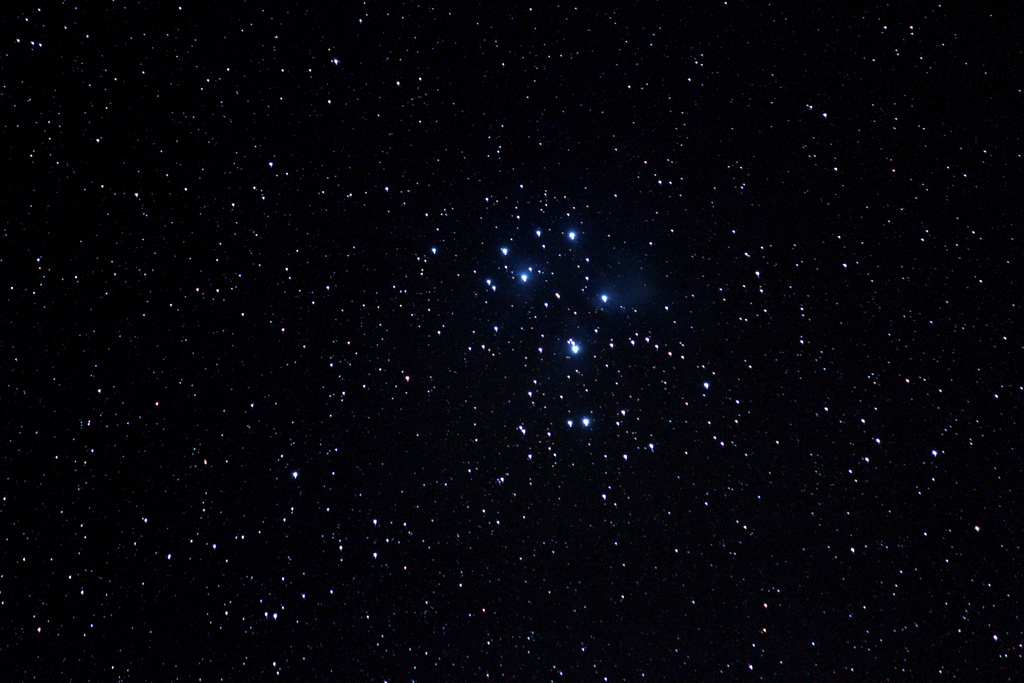
Messier 45, Sylvain Billot

A distância do aglomerado aberto em relação à Terra foi recentemente determinada pelos estudos de paralaxe realizados pelo satélite Hipparcos, que concluiu que o objeto está a uma distância de 380 anos-luz do Sistema Solar. Entretanto, pesquisas subsequentes com o Telescópio Espacial Hubble e a partir dos observatórios de Palomar e de Monte Wilson mostraram que a distância das Plêiades em relação ao nosso planeta é de 440 anos-luz.
De acordo com Robert Julius Trumpler, as Plêiades são um aglomerado aberto tipo II,3,r, ou I,3,r,n, segundo o Sky Catalogue 2000.0 e Woldemar Götz, significando que este aglomerado é destacado do restante da Via-Láctea e forte ou moderadamente concentrado em seu centro. Além do mais, as estrelas do aglomerado possuem uma grande variação de brilho e o aglomerado em si contém muitas estrelas, mais de 100.
Algumas das estrelas das Plêiades estão em rápida rotação, a velocidades tangenciais de 150 a 300 km/s em suas superfícies, que é comum em estrelas da sequência principal de certas classes espectrais, especialmente das classes A e B. Devido à esta rotação, tais estrelas devem ser esferoides oblatos, e não completamente esféricos. A rotação pode ser detectada devido ao alargamento das linhas espectrais emitidas pelas estrelas devido ao efeito Doppler para onda eletromagnéticas: partes da superfície ora estão se afastando da Terra e ora estão se aproximando. A estrela Pleione gira tão rapidamente que expele continuamente gases quentes de suas superfície, como havia sido predito por Otto Sturve e observado espectroscopicamente em 1938 e 1952.

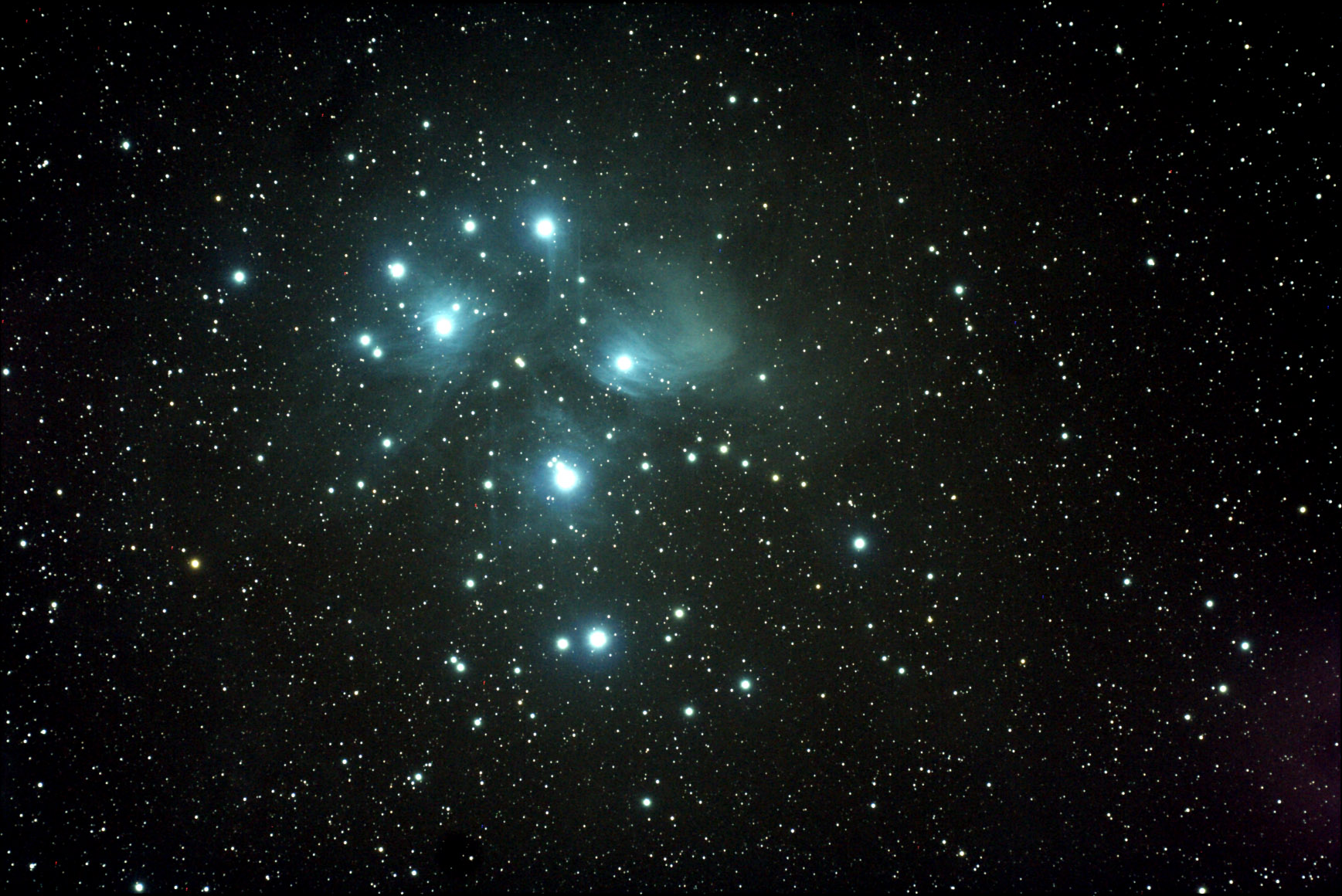
As Plêiades e sua nebulosidade associada

Segundo Cecilia Payne-Gaposchkin, as Plêiades contêm algumas anãs brancas, que levantam uma questão astronômica intrigante: como um aglomerado aberto jovem pode conter anãs brancas? Tem-se a certeza que essas anãs brancas, fase final de certas estrelas na evolução estelar, fazem parte do aglomerado desde o início de sua vida e que não foram capturadas ao longo da existência do aglomerado. Como anãs brancas não têm massa superior a 1,4 massa solar (limite de Chandrasekhar), suas estrelas predecessoras também não devem ter sido mais maciças, pois se fossem, não gerariam anãs brancas, mas sim estrelas de nêutrons ou mesmo buracos negros. Contudo, estrelas de massa inferior a 1,4 massa solar usufruem de um tempo de vida de bilhões de anos e não apenas 100 milhões de anos, a idade do aglomerado. A única explicação plausível, segundo os astrônomos, é que as estrelas predecessoras das anãs brancas eram muito maciças e, que por isso, tiveram uma vida muito curta, mas de alguma maneira perderam suas massas na forma de vento estelar, por quase-colisões, pela rápida rotação ou pela ejeção de matéria na forma de nebulosas planetárias, diminuindo, assim, suas massas para valores menores do que o limite de Chandrasekhar, terminando suas vidas em anãs brancas.
Também há vários candidatos a anãs marrons. Segundo a teoria de evolução estelar, anãs marrons são objetos astronômicos que têm massas intermediárias, entre a massa de planetas gigantes, como Júpiter, e pequenas estrelas, com massas entre 60 a 70 vezes a massa joviana. São visíveis no infravermelho e têm um diâmetro igual ou menor do que o diâmetro joviano, cerca de 143 000 km, mas com uma densidade entre 10 e 100 a densidade joviana.

## Distância
A distância das Plêiades é um primeiro passo importante na escada das distâncias cósmicas, uma sequência de escalas de distância para todo o Universo. O tamanho do primeiro passo calibra a escala toda, e a escala para este primeiro passo foi estimado por vários métodos. Como o cluster está bem perto da Terra, sua distância é relativamente fácil de medir. Um conhecimento preciso da distância permite que os astrônomos façam um diagrama de Hertzsprung-Russell para o aglomerado que, quando comparado para os desenhados para clusters cuja distância não é conhecida, permite que suas distâncias sejam estimadas. Outros métodos podem então estender a escala de distâncias de aglomerados abertos para galáxias e aglomerados de galáxias, e uma escada de distâncias cósmicas pode ser construída. Fundamentalmente o entendimento da idade e evolução futura do Universo é influenciada pelo seu conhecimento da distância das Plêiades.
Os resultados anteriores ao lançamento do satélite Hipparcos apontavam que a distância das Plêiades era de cerca de 135 parsecs da Terra. O satélite Hipparcos causou uma consternação entre os astrônomos ao descobrir que a distância era apenas de 118 parsecs ao medir a paralaxe das estrelas no aglomerado—uma técnica que deve dar os resultados mais diretos e precisos. Trabalhos posteriores tem consistentemente encontrado erros na medição da distância das Plêiades pelo Hipparcos, mas ainda não se sabe por que o erro aconteceu. A distância das Plêiades atualmente é aceita como sendo de cerca de 135 parsecs (praticamente 440 anos-luz).

## Composição

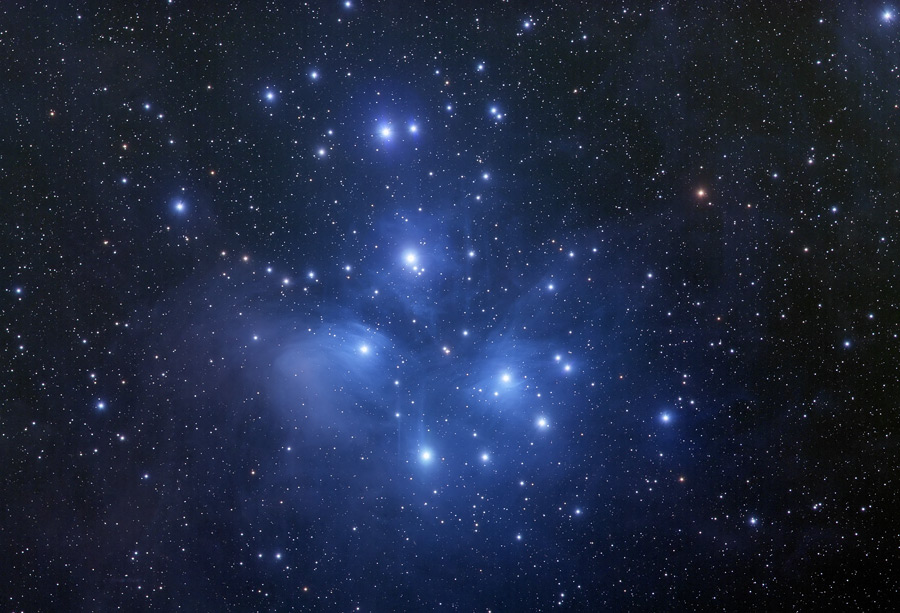
As Plêiades fotografadas a partir de Petrova Gora, na Croácia

O núcleo do aglomerado tem um raio de cerca de oito anos-luz e um raio de maré de cerca de 43 anos-luz. O aglomerado inclui mais de mil membros confirmados estatisticamente, embora este valor exclua estrelas binárias não definidas. É dominada por jovens e quentes estrelas azuis, das quais 14 podem ser vistas a olho nu dependendo da observação e das condições locais. O arranjo das estrelas mais brilhantes é algo semelhante à Ursa Maior e à Ursa Menor. A massa total contida no aglomerado é estimada em cerca de 800 massas solares.
O aglomerado contém muitas anãs marrons, que são objetos com menos de cerca de 8% do da massa do Sol e que não possuem massa suficiente para a fusão nuclear (para iniciar reações em seus núcleos e tornar-se estrelas). Podem constituir até 25% da população total do aglomerado, embora contribuam com menos de 2% da massa total. Os astrônomos têm feito grandes esforços para encontrar e analisar anãs marrons nas Plêiades e em outros jovens aglomerados porque são ainda relativamente brilhantes e observáveis, enquanto que anãs marrons nos aglomerados são mais apagadas e muito mais difíceis de se estudar.

## Idade e futura evolução

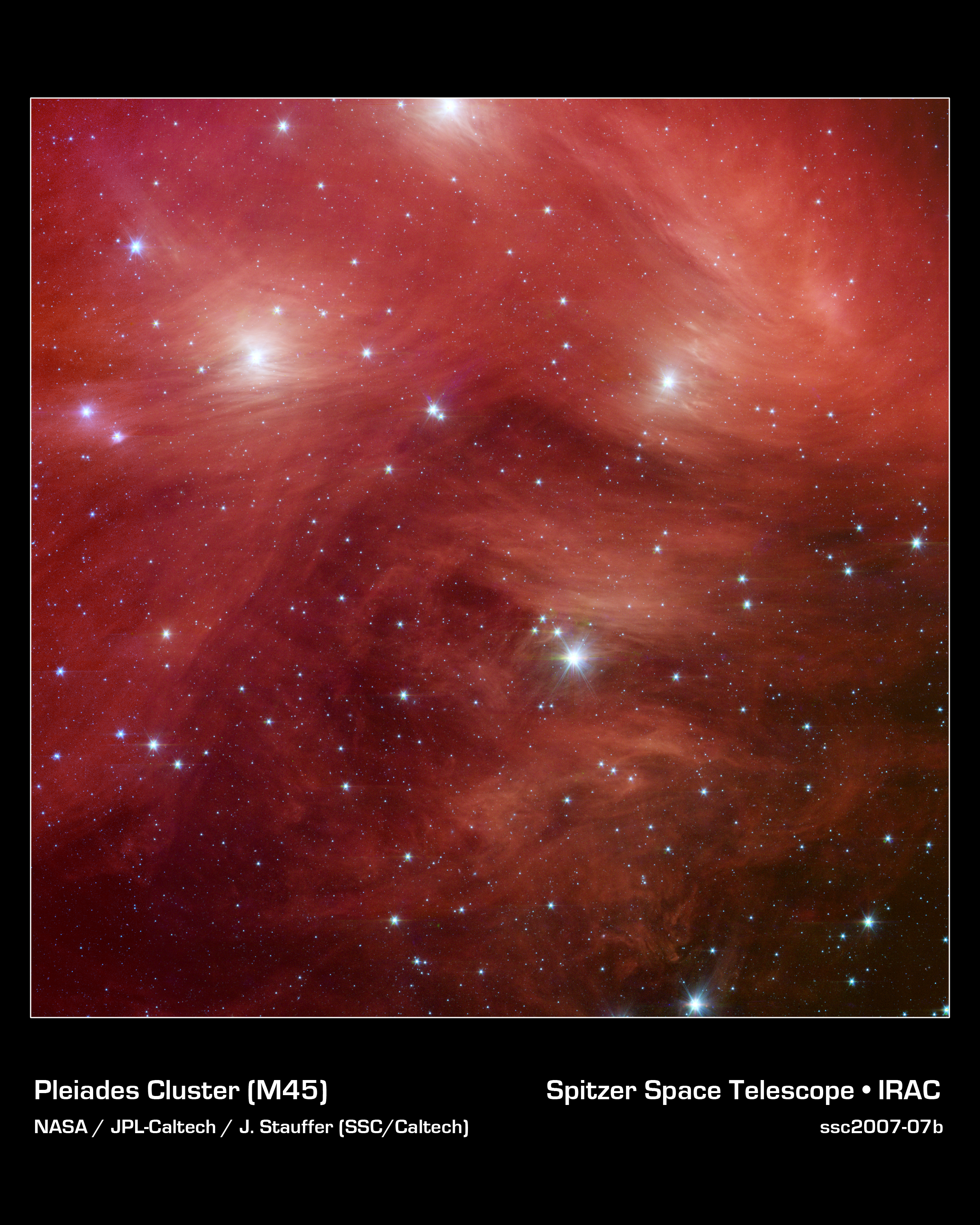
Plêiades, Telescópio Espacial Spitzer (IRAC)

A idade para os aglomerados estelares podem ser estimados comparando com o diagrama de Hertzsprung-Russell do cluster com modelos teóricos de evolução estelar. Utilizando esta técnica, foram estimadas idades entre 75 e 150 milhões de anos para as Plêiades. A dispersão nas idades estimadas é um resultado da incerteza nos modelos de evolução estelar. Em particular, modelos que incluem um fenômeno conhecido como superação convectiva, em que uma zona convectiva dentro de uma estrela penetra uma zona não convectiva, resultando em idades aparentes mais altas.
Outra maneira de estima a idade do aglomerado é olhando os objetos de menor massa. Em estrelas normais na sequência principal, o lítio é rapidamente destruído em reações de fusão nuclear, mas anãs marrons podem reter seu lítio. Devido à temperatura de ignição baixa do lítio, de 2,5 milhões de kelvin, as anãs marrons de maior massa irão queimá-lo eventualmente, assim a determinação das anãs marrons de maior massa que ainda contém lítio no aglomerado pode dar uma ideia de sua idade. A aplicação desta técnica às Plêiades dá uma idade de cerca de 115 milhões de anos.
O movimento relativo do aglomerado eventualmente irá levá-lo, conforme é visto da Terra, muitos milênios no futuro, passando pelo pé do que é atualmente a constelação de Órion. Além disso, como muitos aglomerados abertos, as Plêiades não vão ficar conectadas gravitacionalmente para sempre, já que algumas estrelas componentes serão ejetadas depois de encontros próximos e outras serão destruídas por marés de campos gravitacionais. Os cálculos sugerem que o aglomerado levará 250 milhões de anos para se dispersar, com interações gravitacionais com nuvens moleculares gigantes e os braços espirais de nossa galáxia também precipitando sua destruição.

## Nebulosa de Reflexão

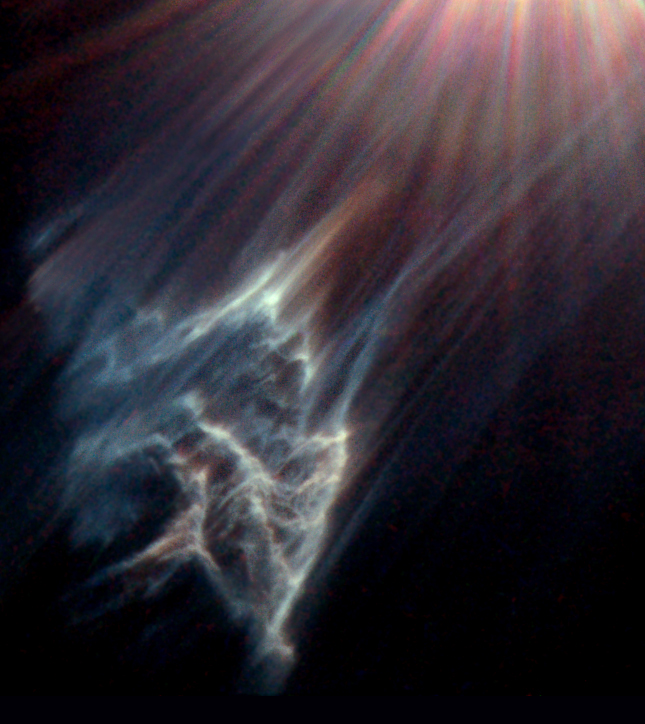
Imagem do Hubble de uma nebulosa de reflexão próxima a Merope

Observando sob condições ideais, alguns indícios de nebulosas podem ser vistos em torno do aglomerado e isto revela-se em fotografias de longa exposição. É uma nebulosa de reflexão, causada pela poeira que reflete a luz azul das quentes e jovens estrelas.
Antigamente, pensava-se que a poeira foi deixada ao longo da formação do aglomerado, mas com a idade de cerca de 100 milhões de anos geralmente aceitos, quase todas as poeiras "originais" presentes teriam sido dispersas pela pressão de radiação. Em vez disso, parece que o aglomerado está simplesmente passando por uma região de poeira do meio interestelar.
Estudos mostram que a poeira responsável pela nebulosa não é distribuída uniformemente, mas concentra-se principalmente em duas camadas, ao longo da linha de visão para o aglomerado. Estas camadas parecem ter sido formadas pela desaceleração devido à pressão de radiação conforme a poeira se move entre as estrelas.

## Estrelas mais brilhantes

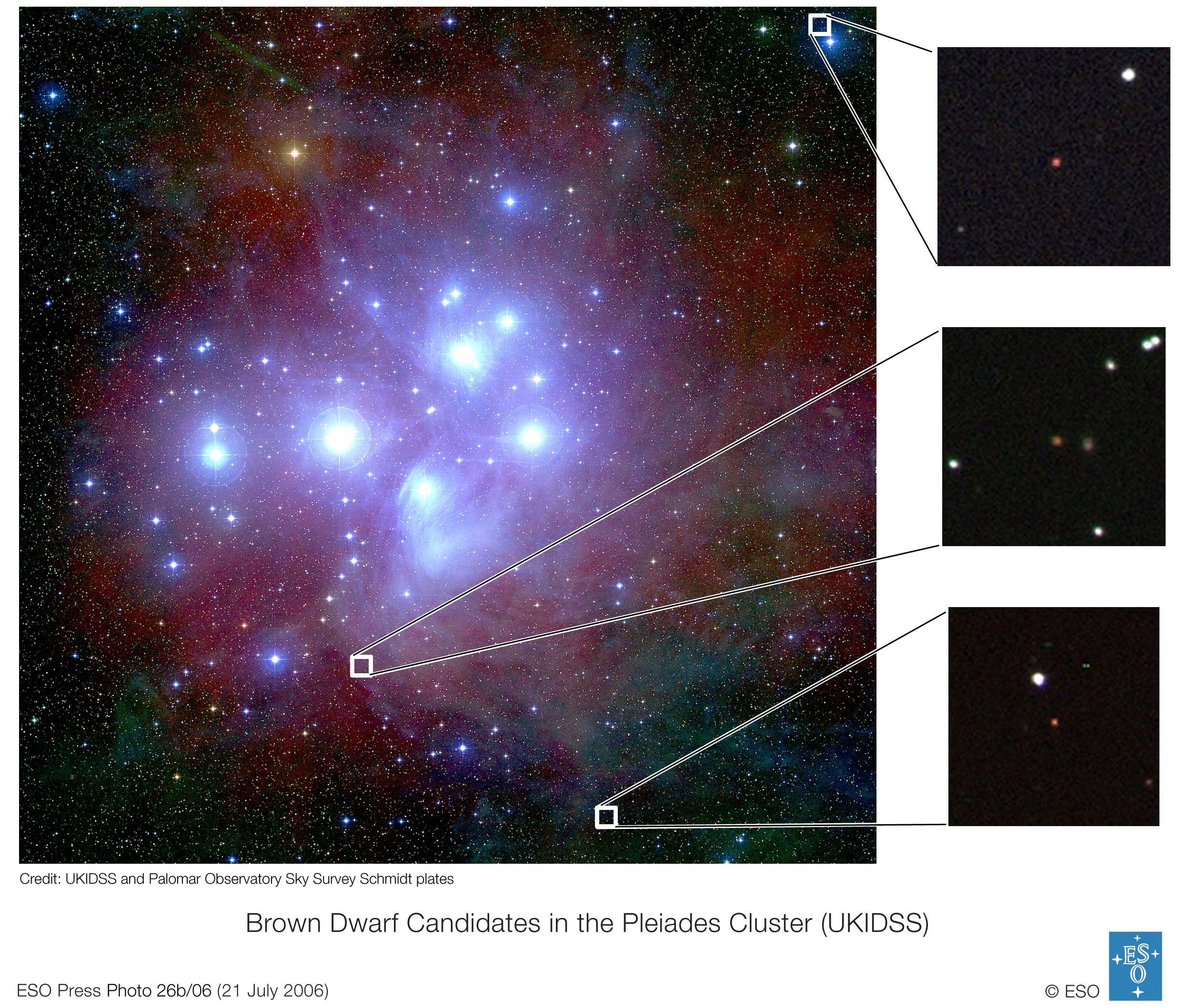
As Plêiades e possíveis anãs marrons pertencentes ao aglomerado

As nove estrelas mais brilhantes nas Plêiades têm os nomes das Sete Irmãs da mitologia grega: Asterope, Mérope, Electra, Celeno, Taigete, Maia e Alcyone, junto com seus pais, Atlas e Pleione. Como filhas de Atlas, as híades eram irmãs das Plêiades. O nome do aglomerado é em si de origem grega, apesar de a etimologia não estar clara. Algumas derivações incluem: de πλεîν plein, navegar, fazendo das Plêiades "as navegantes"; de pleos, cheio ou muitos; ou então de peleiades, bando de pombas. A seguinte tabela dá detalhes das estrelas mais brilhantes no aglomerado:
| Nome     | Pronúncia IPA)      | Designação     | Magnitude Aparente | Classificação estelar | Longitude ano 2000 | Distância (anos-luz)[carece de fontes?] |
| -------- | ------------------- | -------------- | ------------------ | --------------------- | ------------------ | --------------------------------------- |
| Alcyone  | [ælˈsaɪ.əniː]       | Eta (25) Tauri | 2,86               | B7IIIe                | 25                 | 409±50                                  |
| Atlas    | [ˈætləs]            | 27 Tauri       | 3,62               | B8III                 | 27                 | 387±26                                  |
| Electra  | [əˈlɛktrə]          | 17 Tauri       | 3,70               | B6IIIe                | 17                 | 375±23                                  |
| Maia     | [ˈmeɪ.ə]            | 20 Tauri       | 3,86               | B7III                 | 20                 | 344±25                                  |
| Merope   | [ˈmɛrəpiː]          | 23 Tauri       | 4,17               | B6IVev                | 23                 | 344±16                                  |
| Taygeta  | [teɪˈɪdʒətə]        | 19 Tauri       | 4,29               | B6IV                  | 18                 | 364±16                                  |
| Pleione  | [ˈpliːəniː,_ˈplaɪʔ] | 28 (BU) Tauri  | 5,09 Variável      | B8IVpe                | 19                 | 422±11                                  |
| Celaeno  | [səˈliːnoʊ]         | 16 Tauri       | 5,44               | B7IV                  | 16                 | 434±10                                  |
| Asterope | [əˈstɛrəpiː]        | 21 Tauri       | 5,64               | B8Ve                  | 21                 | 431,1 ± 7,5                             |
| Sterope  | [ˈstɛrəpiː]         | 22 Tauri       | 6,41               | B9V                   |                    | 431,1 ± 7,5                             |
| —        | —                   | HD 23753       | 5,44               | B9Vn                  |                    | 420±10                                  |
| —        | —                   | HD 23923       | 6,16               | B8V                   |                    | 374,04                                  |
| —        | —                   | HD 23853       | 6,59               | B9.5V                 | 398,73             |                                         |
| —        | —                   | HD 23410       | 6,88               | A0V                   |                    | 395,82                                  |

## Ligações Externas
- «Plêiades - Maravilha do Universo»
- «O Aglomerado das Plêiades»
- «A Constelação de Touro»